# Oconee (Géorgie)
Pour les articles homonymes, voir Oconee.
Oconee est une ville américaine située dans le comté de Washington, en Géorgie. Selon le recensement de 2020, sa population est de 197 habitants.